# Hemicloeina somersetensis
Hemicloeina somersetensis là một loài nhện trong họ Trochanteriidae. Loài này phân bố ở Noordelijk Territorium en Queensland.